# Voltigeur de Myrt
Voltigeur de Myrt, född 10 april 2009 i Frankrike, är en fransk varmblodig travhäst. Han tränades av Roberto Donati och kördes oftast av Gabriele Gelormini eller Dominik Locqueneux.
Voltigeur de Myrt började tävla i oktober 2011 och avslutade sin karriär 2018. Under karriären sprang han in 1,4 miljoner euro på 87 starter varav 15 segrar, 9 andraplatser och 15 tredjeplatser. Han tog karriärens största seger i Prix René Ballière (2015).
Han har även segrat i Prix Phaeton (2013), Critérium des 4 ans (2013), Prix Henri Levesque (2014), Finale du Grand National du trot (2014) och Grote Prijs der Giganten (2015). Han kom under sin karriär på andraplats i Prix d'Amérique (2015), Prix de Belgique (2016) och Gran Premio Lotteria (2016) samt på tredjeplats i Olympiatravet (2015), Copenhagen Cup (2015), Prix du Bourbonnais (2016) och Prix de France (2016, 2017).
Han deltog i Elitloppet på Solvalla upplagorna 2015 och 2016, men slutade oplacerad båda gångerna.

## Statistik

### Större segrar
| År   | Lopp                             | Kusk               | Vinstbelopp | Grupp   |
| ---- | -------------------------------- | ------------------ | ----------- | ------- |
| 2013 | Prix Phaeton                     | Dominik Locqueneux | 54 000 EUR  | Grupp 2 |
| 2013 | Critérium des 4 ans              | Dominik Locqueneux | 108 000 EUR | Grupp 1 |
| 2014 | Prix Henri Levesque              | Éric Raffin        | 54 000 EUR  | Grupp 2 |
| 2014 | Finale du Grand National du trot | Gabriele Gelormini | 67 500 EUR  | Grupp 2 |
| 2015 | Prix René Ballière               | Gabriele Gelormini | 90 000 EUR  | Grupp 1 |
| 2015 | Grote Prijs der Giganten         | Gabriele Gelormini | 32 000 EUR  | Grupp 2 |